# مسجد عدوان
مسجد عدوان ، من مساجد العراق التراثية القديمة، وهو مسجد كبير الفناء يقع على يسار الذاهب إلى مقبرة معروف الكرخي في وسط الطريق الواقع بين سوق عطا وجامع الشيخ موسى الجبوري برأس محلة الفحامة.
شيد المسجد في عهد الدولة العثمانية، وجدد بناؤه في عام 1400هـ/ 1980م، وتبلغ مساحة الجامع حوالي ألف متر مربع، ويحتوي على مصلى عن يمين الداخل إليهِ يتسع لأكثر من 200 مصل تقريباً، وفيهِ محراب مبني من الطابوق ومزركش بزخارف ونقوش إسلامية، وتقع مقابل مبنى الحرم فسحة وساحة واسعة، ويحتوي المسجد على غرفة يقيم بها الإمام والخطيب، وتقام في المسجد الصلوات الخمس حالياً، والمسجد مستلم من قبل ديوان الوقف السني في العراق وحالته مضبوطة.